# Ytterby (naturreservat)
För andra betydelser, se Ytterby (olika betydelser)
Ytterby är ett naturreservat i Åtvidabergs kommun i Östergötlands län. Området är naturskyddat sedan 2009 och 13 hektar stort. Reservatet ligger väster om Värnässjön och norr om Ytterby, Linköping. Reservatet består av gammal högstammig tallskog och gamla granar.